# Scolitantides caeca
Scolitantides caeca är en fjärilsart som beskrevs av Züllich 1929. Scolitantides caeca ingår i släktet Scolitantides och familjen juvelvingar. Inga underarter finns listade.